# Metoponrhis fuscipars
Metoponrhis fuscipars là một loài bướm đêm trong họ Noctuidae.